# 吳楚帆
吳楚帆（罗马拼音：Ng Cho Fan，1911年7月4日—1993年2月22日），原名吳鉅璋，香港粵語片演員，生于中國天津，祖籍福建，落籍廣東廣州市番禺。吳楚帆在電影圈中人稱「二哥」，另有兩大綽號「嘮囌王」、「大聲公」。其兄為演員高魯泉（原名吳鉅泉）。
吳楚帆連同張活游、張瑛和李清合稱為當年的粵語片「四大小生」。

## 生平
吳楚帆就讀香港聖保羅書院，15歲起當過售貨員及工廠管理員等。1932年開始拍電影，第一部擔演是《夜半鎗聲》，曾演出多部抗戰電影，在抗戰電影《生命線》中確立活靈活現的抗日英雄形象，1937年憑著演出《人生曲》一片榮膺「華南影帝」。
吳氏把電影當作傳播社會意識的媒介，視為電影工作者「無可推搪的責任」。1952年與張瑛、張活游、白燕、吳回等人合組中聯影業公司，以提高粵語片水準為己任。他領導中聯影片公司拍攝大量富社會意義的電影，對社會起了教化作用，令人留下英雄是無私正義的深刻印象。
吳楚帆從影30多年，演出超過300部電影，晚年於加拿大渥太華居住，1993年2月22日在當地逝世，享年83歲，安葬於「Pinecrest墳場」。同年香港電影金像獎於第12屆頒獎典禮頒發「特別紀念獎」，表揚吳楚帆對香港電影的貢獻。

## 電影金句
- 「人人為我，我為人人」《危樓春曉》（1953年）[1][2]
- 「食碗面，反碗底」（吃裏扒外）《香港屋簷下》（1964年）[1][2]

## 電影作品
| 監製 - 《玉黎魂》（1953年） - 《千萬人家》（1953年） - 《寒夜》（1955年） - 《人海孤鴻》（1960年） - 《火窟幽蘭》（1961年） - 《大富之家》（1963年） - 《香港一婦人》（1964年） | 編劇 - 《人海孤鴻》（1960年） - 《香港一婦人》（1964年） | 故事 - 《血染杜鵑紅》（1951年） - 《歌聲淚影（上集）》（1952年） - 《歌聲淚影（下集）》（1952年） - 《火窟幽蘭》（1961年） | 製片 - 《寒夜》（1955年） - 《斷鴻零雁記》（1955年） - 《琵琶怨》（1957年） | 出品人 - 《大富之家》（1963年） | 導演 - 《香港一婦人》（1964年） |  |

演員
- 《夜半鎗聲》（1932年）飾 錢如明[1][2]
- 《暗室明珠》（1933年）飾 長兄
- 《戰地歸來》（1934年）
- 《難兄》（1934年）飾 鍾志毅醫生、鍾以鳴（成年）
- 《浪花村》（1934年）
- 《盜屍》（1934年）
- 《半開玫瑰》（1935年）
- 《糊塗外父》（1935年）飾 女婿
- 《生命綫》（1935年）飾 廖錫能[1][2]
- 《同心結》（1936年）
- 《兒女債》（1936年）
- 《女間諜》（1936年）
- 《新青年》（1936年）[2]
- 《梨花落》（1936年）飾 胡騰芳
- 《翠亨村》（1937年）
- 《錦繡河山》（1937年）
- 《沙漠之花》（1937年）飾 黃崑崙
- 《狂導演》（1937年）
- 《中國青年》（1937年）
- 《離恨曲》（1937年）
- 《大義滅親》（1937年）
- 《肉搏》（1937年）
- 《焦土抗戰》（1937年）
- 《人生曲》（1937年）飾 張靜[1][2]
- 《鄉下婆從軍》（1937年）
- 《氣壯山河》（1938年）
- 《十萬情人》（1938年）飾 陳志剛
- 《四子從軍》（1938年）
- 《桃色間諜》（1938年）
- 《戰雲情淚》（1938年）
- 《血淚灑情天》（1938年）
- 《一夜夫妻》（1938年）
- 《最後關頭》（1938年）[2]
- 《奇女子》（1938年）
- 《麻雀經》（1939年）
- 《銀海鴛鴦》（1939年）飾 李超
- 《南國姊妹花》（1939年）飾 李仲青
- 《胭脂馬》（1939年）
- 《怨女望夫歸》（1939年）
- 《冤魂塔》（1939年）
- 《卅年苦命女》（1939年）
- 《牛郎織女》（1939年）飾 牛郎
- 《姑緣嫂劫》（1939年）
- 《生骨大頭菜》（1939年）飾 五仔
- 《蓋世女英雄》（1939年）
- 《孝子逃刑記》（1940年）
- 《大地晨鐘》（1940年）
- 《岳飛》（1940年）飾 岳飛
- 《千金一笑》（1940年）
- 《強盜孝子》（1940年）
- 《綠林血》（1940年）
- 《空谷蘭》（1940年）飾 紀蘭生
- 《七重天》（1940年）
- 《黑俠》（1941年）飾 雷君孟
- 《風塵情侶》（1941年）
- 《歌女紅牡丹》（1941年）
- 《人去樓空》（1941年）
- 《紅粉佳人》（1941年）
- 《春色滿園》（1941年）
- 《癡兒女（上集）》（1943年）飾 羅明俊
- 《癡兒女（下集）》（1943年）飾 羅明俊
- 《大地兒女》（1945年）
- 《最後勝利》（1946年）
- 《熱血男兒》（1946年）
- 《仙女下凡》（1946年）
- 《銷魂一夜》（1946年）
- 《情燄》（1946年）
- 《伶星大集會》（1947年）飾演 自己
- 《嫦娥奔月》（1947年）飾 后羿
- 《危城諜侶》（1947年）
- 《月圓人未圓》（1947年）飾 李平
- 《三月杜鵑魂》（1947年）
- 《比翼鴛鴦》（1947年）
- 《辣手蛇心》（1947年）飾 吳立德
- 《冷暖天鵝》（1947年）飾 席超雲
- 《含笑飲砒霜》（1947年）飾 仇桐
- 《借屍還魂》（1947年）飾 司馬夫
- 《郎情妾意》（1947年）
- 《郎歸晚》（1947年）[1]
- 《情賊白菊花》（1947年）飾 左文孫
- 《諜網情鴛》（1947年）
- 《楊貴妃》（1947年）飾 汽車司機
- 《忠肝義膽》（1947年）
- 《血淚灑情天》（1947年）
- 《豪門春色》（1947年）
- 《恨海情鴛》（1948年）
- 《江湖鐵漢》（1948年）
- 《十二美人樓》（1948年）飾 翁明
- 《胭脂八陣圖》（1948年）
- 《玉樓情劫》（1948年）
- 《風雨送魂歸》（1948年）飾 秦伯常
- 《新生命線》（1948年）飾 廖錫能[2]
- 《黑俠與李青薇》（1948年）飾 黑俠雷君孟
- 《花月良宵》（1948年）
- 《黑俠歸來》（1948年）
- 《二龍爭珠》（1948年）
- 《腸斷跳樓人》（1948年）飾 龐文浩
- 《曹綺文小姐出殯特輯》（1948年）
- 《鬥氣夫妻》（1949年）飾 吳玉明
- 《魂斷歸家娘》（1949年）飾 劉紹基
- 《司馬夫大破蜜糖黨》（1949年）飾 司馬夫
- 《夢斷殘宵》（1949年）飾 孟秋明
- 《古園妖姬》（1949年）飾 莫明
- 《忍棄枕邊人》（1949年）飾 潘啟昌
- 《古屋行屍》（1949年）
- 《萬象回春》（1949年）
- 《滿江紅》（1949年）飾 黃學賢
- 《拗碎靈芝》（1949年）
- 《西施》（1949年）飾 范蠡
- 《妬潮》（1950年）飾 成基業
- 《罪惡鎖鏈（上集）》（1950年）飾 常老虎
- 《罪惡鎖鏈（下集大結局）》（1950年）飾 常老虎
- 《南海漁歌》（1950年）
- 《人海萬花筒》（1950年）
- 《願郎重吻妾朱唇》（1950年）
- 《鴛鴦劫》（1950年）飾 梅啟榮
- 《重生》（1950年）飾 金院長
- 《古寺殭屍》（1950年）
- 《魂斷藍橋》（1950年）
- 《年晚錢》（1950年）
- 《誰憐後母心》（1951年）飾 余洪發
- 《一帆風順》（1951年）飾 薛宗靈
- 《孽債》（1951年）飾 方洪
- 《霓裳恨》（1951年）飾 莫恨天
- 《從此蕭郎陌路人》（1951年）飾 顧天寒
- 《人間慈父》（1951年）
- 《春滿瓊樓》（1951年）
- 《紅白金龍（上集）》（1951年）飾 李克廉
- 《紅白金龍（下集）》（1951年）飾 李克廉
- 《天堂春夢》（1951年）
- 《千金小姐丫鬟賣》（1951年）
- 《孤雛淚》（1951年）
- 《難為了媽媽》（1951年）
- 《血染杜鵑紅》（1951年）飾 李明
- 《虎穴龍潭》（1951年）
- 《三打祝家莊（上集）》（1951年）飾 宋江
- 《三打祝家莊（下集）》（1951年）飾 宋江
- 《怨婦情歌》（1951年）
- 《冷落春宵》（1951年）飾 蔡伯和
- 《紅樓新夢》（1951年）
- 《人海八大仙》（1951年）
- 《海底沉枯骨》（1951年）飾 萬靈
- 《銀燈魔影》（1951年）
- 《第二夫人》（1951年）
- 《無限恩情無限恨》（1951年）飾 醫生吳凱風
- 《銀海春光》（1951年）飾 教員劉大偉
- 《人之初》（1951年）飾 何書記
- 《五姊妹》（1951年）
- 《馬票狂》（1952年）飾 李直
- 《一彎眉月伴寒衾》（1952年）
- 《春滿香城》（1952年）
- 《貧賤夫妻百事哀》（1952年）飾 大隻廣
- 《浩劫紅顏》（1952年）
- 《佳偶天成》（1952年）飾 何志輝
- 《姊妹花》（1952年）飾 秦達明
- 《蓬門小鳳》（1952年）飾 馮天佐
- 《夜桃源》（1952年）飾 趙沛
- 《二八嬌妻一歲郎》（1952年）
- 《迷樓金粉》（1952年）
- 《摩登新娘》（1952年）飾 關志峰
- 《時來運到》（1952年）飾 范俊華[3][4]
- 《歌聲淚影（上集）》（1952年）飾 林錫星
- 《歌聲淚影（下集）》（1952年）飾 林錫星
- 《小明星傳》（1952年）飾 李焯宏
- 《恩情深似海》（1952年）飾 吳大立
- 《艷曲醉郎心》（1952年）飾 高聰[5]
- 《春宵醉玉郎》（1952年）飾 黃啟文
- 《不夜天》（1952年）飾 韓江冷
- 《迷姬》（1952年）飾 高華君
- 《玉女凡心》（1952年）
- 《粉碎黃金夢》（1952年）
- 《恩恩愛愛》（1952年）飾 王楚城
- 《龍鳳花燭》（1952年）
- 《乖孫》（1952年）
- 《借妻艷史》（1952年）
- 《驚魂花燭夜》（1952年）
- 《紅白牡丹花》（1952年）
- 《發財添丁》（1952年）飾 何其銳
- 《香車美人》（1952年）飾 張維
- 《拜錯石榴裙》（1952年）飾 何劍雄
- 《家》（1953年）飾 覺新[2][6]
- 《日出》（1953年）飾 潘月亭
- 《骨肉喜重逢》（1953年）
- 《雙雄鬥智》（1953年）飾 福斯
- 《再生花》（1953年）
- 《義犬救美》（1953年）
- 《春》（1953年）飾 高覺新[1][2]
- 《處處喜相逢》（1953年）飾 吳志堅
- 《歌唱海棠紅》（1953年）
- 《玉黎魂》（1953年）飾 何夢霞
- 《千萬人家》（1953年）
- 《危樓春曉》（1953年）飾 梁威[1][2]
- 《明月冰心》（1953年）飾 徐嘉寧
- 《一見鐘情》（1953年）
- 《苦海明燈》（1953年）
- 《出籠鳥》（1953年）[7]
- 《父與子》（1954年）
- 《流水行雲》（1954年）
- 《秋》（1954年）飾 高覺新[2]
- 《金蘭姊妹》（1954年）[8]
- 《山水有相逢》（1954年）飾 馬明
- 《錦繡人生》（1954年）
- 《錦繡人生之二：項鏈》（1954年）
- 《變幻婚姻緣》（1954年）飾 範驚寒
- 《萍姬》（1954年）
- 《漢武帝夢會衛夫人》（1954年）飾 漢武帝
- 《大地》（1954年）
- 《馬來亞之戀》（1954年）飾 梁成
- 《一曲難忘》（1954年）
- 《百變婦女群眾》（1954年）飾 汪洋, 秦世傑
- 《落花流水》（1954年）飾 高志成
- 《父慈子孝》（1954年）飾 鄧康醫生[9]
- 《杜鵑魂》（1954年）飾 溫梓楓
- 《寒夜》（1955年）飾 汪文宣[1][2]
- 《愛（上集）》（1955年）飾 張子青
- 《愛（下集）》（1955年）飾 張子青
- 《孤星血淚（英语：An Orphan's Tragedy）》（1955年）飾 范田笙
- 《紅粉飄雲未了情》（1955年）
- 《一代名花》（1955年）飾 張明
- 《難為了妹妹》（1955年）飾 陳德昌
- 《人道》（1955年）飾 趙民傑
- 《泣殘慈母淚》（1955年）飾 石澗波
- 《餘之妻》（1955年）飾 史秋星
- 《山河戀》（1955年）飾 宋華
- 《天長地久》（1955年）飾 陳世華 [1]
- 《愛情三部曲》（1955年）飾 吳仁民
- 《簡娘》（1955年）飾 張大銘
- 《鴛鴦譜》（1955年）
- 《斷鴻零雁記》（1955年）飾 蘇三郎
- 《後窗》（1955年）
- 《月光》（1956年）
- 《彩鳳隨鴉》（1956年）飾 黃啓文
- 《出谷黃鶯》（1956年）
- 《飛賊黑貓》（1956年）
- 《手足情深》（1956年）飾 唐振英
- 《霸王妖姬》（1956年）
- 《慈母淚》（1956年）
- 《原野》（1956年）飾 仇虎
- 《大團圓》（1956年）飾 葛德祥
- 《發達之人》（1956年）
- 《仙女戲魔王》（1957年）飾 劉清
- 《琵琶怨》（1957年）
- 《黛綠年華》（1957年）飾 龔立群
- 《無情大海有情天》（1957年）飾 石敢當
- 《水滸傳：智取生辰綱》（1957年）飾 三都緝捕何濤
- 《啼笑姻緣》（1957年）飾 劉大帥[10]
- 《一樓風雪夜歸人》（1957年）[11]
- 《血染黃金》（1957年）飾 刀疤李
- 《第七號司機》（1958年）
- 《奸情 (1958年電影)》（1958年）飾 王均
- 《黑俠擒兇》（1958年）飾 高大漢/黑俠
- 《香城兇影》（1958年）飾 莊重仁
- 《苦女江海燕（上集）》（1958年）飾 江漢文
- 《苦女江海燕（大結局）》（1958年）飾 江漢文
- 《女人的陷阱》（1958年）
- 《紫薇園的秋天》（1958年）飾 郝誦詩, 郝心維[1]
- 《美人春夢》（1958年）
- 《骨肉親情（上集）》（1958年）
- 《骨肉親情（下集大結局）》（1958年）飾 鍾嘉友
- 《碧血劍（上集）（英语：Sword of Blood and Valour）》（1958年）
- 《麗鬼冤仇》（1959年）
- 《一命三兇手》（1959年）
- 《毒丈夫》（1959年）飾 孟俊明
- 《人倫》（1959年）飾 楊夢痴（成年）
- 《十號風波》（1959年）
- 《錢》（1959年）飾 章洪 [1]
- 《豪門夜宴》（1959年）飾 馮綏仁
- 《一命三兇手》（1959年）
- 《路》（1959年）飾 李成
- 《人》（1960年）飾 吳達明
- 《三滴血》（1960年）飾 陳瑞泰
- 《廢棄婦女（上集）》（1960年）飾 林志清
- 《廢棄婦女（下集大結局）》（1960年）飾 林志清
- 《人海孤鴻》（1960年）[1][2]
- 《毒手》（1960年）
- 《恩情（上集）》（1960年）飾 趙福良
- 《恩情（下集）》（1960年）飾 趙福良
- 《雞鳴狗盜》（1960年）飾 王七
- 《最後五分鐘》（1960年）
- 《荒島驚魂》（1960年）飾 魏克家
- 《血屋驚魂》（1960年）
- 《我要活下去》（1960年）
- 《虹》（1960年）飾 柳遇春
- 《少小離家老大回（上集）》（1961年）
- 《少小離家老大回（下集）》（1961年）
- 《古廟幽魂》（1961年）飾 何文藻
- 《天倫（上集）》（1961年）飾 馬楚文
- 《天倫（下集）》（1961年）飾 馬楚文
- 《血手套》（1961年）
- 《火窟幽蘭》（1961年）飾 陳火[1][2]
- 《鳳凰山龍虎鬥》（1961年）
- 《七小福》（1961年）飾 呂永康
- 《富貴神仙》（1962年）飾 張鴻漸
- 《步步追蹤》（1962年）飾 姚達才
- 《雙屍洞》（1962年）
- 《情比金堅》（1962年）飾 何正光
- 《破鏡重圓》（1962年）
- 《苦雨春風》（1962年）飾 何正光
- 《花花世界》（1962年）飾 林志清
- 《豪門春色》（1962年）飾 梁志遠, 梁雄
- 《小偵探》（1962年）飾 姚剛
- 《大富之家》（1963年）飾 盧有章[1]
- 《荒谷恩仇記》（1963年）飾 焦文光
- 《鬼屋疑雲》（1963年）飾 阮作恆
- 《海》（1963年）
- 《骨肉恩情》（1963年）飾 鍾嘉友
- 《香港一婦人》（1964年）飾 曾紹宗[2]
- 《鬼兇手》（1964年）飾 黃嘉明[2]
- 《香港屋簷下》（1964年）飾 朱為仁[1][2]
- 《男男女女》（1964年）
- 《錦繡天堂》（1964年）飾 余仲生
- 《滿堂吉慶》（1964年）
- 《九九九毒天鵝》（1964年）飾 探長秦明, 伍復華
- 《血紙人》（1964年）
- 《相思灣之戀》（1965年）
- 《戰地奇女子》（1965年）飾 程國強
- 《海角幽蘭》（1965年）飾 李富
- 《馬陵道》（1965年）飾 龐涓
- 《天荒情未老》（1965年）飾 伯安
- 《人鬼恩仇》（1965年）飾 呂天和
- 《詩禮傳家（上集）》（1965年）飾 江老太爺
- 《青山依舊夕陽紅》（1965年）飾 江老爺
- 《珍珠淚》（1965年）飾 羅貫三
- 《真假兇手》（1966年）飾 劉志德[1]
- 《喜結良緣》（1966年）飾 楊家輝
- 《社會棟樑》（1968年）飾 甄國梁

## 電視劇

### 電視劇（無綫電視）
- 1976年《狂潮》飾 廖學仁
- 1977年《大家庭》飾 唐偉道議員

## 出版作品

### 書籍
- 《吳楚帆自傳》，出版日1956年，龍文出版。[1]

### 引用來源
1. 1 2 3 4 5 6 7 8 9 10 11 12 13 14 15 16 17 18 19 20 21 22 23 24 25 26 27 28 29   (PDF). 香港電影資料館.   [2020-10-08]. （原始内容存档 (PDF)于2022-12-23）.
2. 1 2 3 4 5 6 7 8 9 10 11 12 13 14 15 16 17 18 19 20 21 22 23 24 25 26 27 28  . 大公報.   [2010-03-28]. （原始内容存档于2024-01-25）.
3. ↑  . 文化部典藏網.   [1952-12-11]. （原始内容存档于2024-01-25）.
4. ↑  . 文化部典藏網.   [1952-12-11]. （原始内容存档于2024-01-25）.
5. ↑  . 文化部典藏網.   [1952-12-11]. （原始内容存档于2024-01-25）.
6. ↑  . 文化部典藏網.   [1953-12-11]. （原始内容存档于2024-01-25）.
7. ↑  . 文化部典藏網.   [1953-12-11]. （原始内容存档于2024-01-25）.
8. ↑  . 文化部典藏網.   [1954-12-11]. （原始内容存档于2024-01-25）.
9. ↑  . 文化部典藏網.   [1954-12-11]. （原始内容存档于2024-01-25）.
10. ↑  . 文化部典藏網.   [1957-12-11]. （原始内容存档于2024-01-25）.
11. ↑  . 文化部典藏網.   [1957-12-11]. （原始内容存档于2024-01-25）.

## 外部連結
- 吳楚帆在互联网电影资料库（IMDb）上的資料（英文）
- 吳楚帆在香港影庫上的簡介
- 吳楚帆在豆瓣上的资料（简体中文）
- 吳楚帆在时光网上的簡介（简体中文）